# 道の駅べに花の郷おけがわ
道の駅べに花の郷おけがわ（みちのえき べにばなのさとおけがわ）は、埼玉県桶川市にある国道17号上尾道路の道の駅である。

## 概要
埼玉県21番目の道の駅。施設の名称は市民の応募・投票により決定した。

## 歴史
- 2024年（令和6年）
  - 2月22日 - 名称が「道の駅べに花の郷おけがわ」に決定[2]。
  - 8月7日 - 国土交通省より道の駅第61回登録において、「道の駅べに花の郷おけがわ」として登録[1]。
- 2025年（令和7年）3月27日 - 開駅[1][2][3][4]。

## 施設
- 駐車場 237台
- トイレ 57器
- 情報提供施設
- 休憩施設
- 観光案内所
- ベビーコーナー
- 非常用電源
- 備蓄倉庫
- 貯水槽
- マンホールトイレ
- 公衆電話
- 公衆無線LAN
- 物販施設
- 飲食施設
- イベントスペース（大屋根広場）
- イベント広場
- 展望台
- ドッグラン
- バス停留所
- EV充電施設

## アクセス
- 国道17号上尾道路 - 登録路線
  - C4 首都圏中央連絡自動車道（圏央道） 桶川北本IC - ETC2.0限定、一時退出・再進入に対応している[5]。